# ولينغتون (كولورادو)
ولينغتون (بالإنجليزية: Wellington, Colorado)‏ هي بلدة تقع في مقاطعة لاريمير، كولورادو بولاية كولورادو في الولايات المتحدة. تأسست عام 1902، تبلغ مساحتها 4.6 (كم²)، وترتفع عن سطح البحر 1585 م، بلغ عدد سكانها 6289 نسمة في عام 2010 حسب إحصاء مكتب تعداد الولايات المتحدة وتصل الكثافة السكانية فيها 582.9 نسمة/كم2.

## وصلات خارجية
- Town of Wellington
- The US50 - Cities and Towns in Colorado State
- Colorado Cities and Towns, Facts, Map, Flag, Colleges, Government, and More